# Petyr Michtarski
Petyr Sotirow Michtarski (ur. 15 lipca 1966 roku w Błagojewgradzie), bułgarski piłkarz grający na pozycji napastnika, oraz trener piłkarski.

## Kariera piłkarska

### Kariera klubowa
Karierę rozpoczynał w barwach Pirinu Błagojewgrad, z którym w rozgrywkach 1983–1984 awansował do ekstraklasy. Mimo dobrego występu w pierwszym sezonie (5. miejsce i awans do Pucharu UEFA), w kolejnych klub walczył o utrzymanie w lidze. W ciągu siedmiu lat spędzonych w barwach Pirinu, Michtarski strzelił siedemdziesiąt goli i w dużej mierze dzięki wysokiej skuteczności w 1989 otrzymał ofertę przejścia do Lewskiego Sofia. Do Pirinu w ciągu swojej piłkarskiej kariery powracał jeszcze trzykrotnie: był świadkiem awansu tego klubu do finału Pucharu Bułgarii 1999, ale także spadku do II ligi w sezonie 1999–2000.
W latach 90. zmieniał kluby średnio raz na sezon. Wywalczył wszystkie najważniejsze trofea krajowe: Puchar Bułgarii i mistrzostwo kraju z Lewskim oraz koronę króla strzelców w barwach CSKA.
Ponadto był zawodnikiem klubów portugalskich: FC Porto, gdzie stworzył duet napastników ze swoim rodakiem Emiłem Kostadinowem, i trzecioligowego FC Famalicão; hiszpańskiego RCD Mallorca oraz niemieckiego VfL Wolfsburg, z którym w sezonie 1996–1997 awansował do Bundesligi. Piłkarską karierę zakończył w 2001 roku, zaraz po wywalczeniu mistrzostwa Bułgarii z Lewskim Sofia.

### Kariera reprezentacyjna
W reprezentacji Bułgarii zadebiutował w 1989 roku, w meczu eliminacji do Mundialu 1990 z Danią (0:2). Po czteroletniej przerwie powrócił do niej w 1994 roku na etapie przygotowań do Mundialu 1994. Na mistrzostwa, na których Bułgarzy doszli do półfinału, pojechał jako rezerwowy; wystąpił tylko w końcówce spotkania 1/8 finału z Meksykiem.
Mimo udanych występów w klubach, w kadrze przegrywał rywalizację z innymi przedstawicielami swojego pokolenia: Christo Stoiczkowem, Emiłem Kostadinowem, Krasimirem Bałykowem i Jordanem Leczkowem.

## Sukcesy piłkarskie
- awans do I ligi bułgarskiej w sezonie 1983–1984 oraz finał Pucharu Bułgarii 1999 z Pirinem Błagojewgrad
- mistrzostwo Bułgarii 2001 oraz Puchar Bułgarii 1991 z Lewskim Sofia
- mistrzostwo Portugalii 1992 z FC Porto
- awans do Bundesligi w sezonie 1996–1997 z VfL Wolfsburg
- Król strzelców I ligi bułgarskiej w sezonie 1994–1995 (24 gole) w barwach CSKA Sofia

## Kariera szkoleniowa
W 2001 roku rozpoczął pracę szkoleniową w sztabie trenerskim Lewskiego Sofia. Następnie był asystentem w Wichrenie Sandanski oraz samodzielnie prowadził Pirin Błagojewgrad (2002), Belasicę Petricz (2003–2004) oraz Pirin 1922 Błagojewgrad (2006–2007), którego nie zdołał utrzymać w ekstraklasie.